# 흥완군
흥완군 이정응(興完君 李晸應, 1814년 2월 16일 ~ 1848년 5월 18일)은 조선 시대의 문신, 왕족이다. 은신군의 양손자이며 남연군 이구와 군부인 여흥 민씨의 둘째 아들이다. 흥인군, 흥선대원군의 형이며 흥녕군의 동생이다. 1865년 9월 14일 신정왕후 조대비의 명으로 특별히 증 의정부영의정에 추증되었다. 처음 이름은 시응(是應)이었다. 자는 시백(眂伯), 시호는 문간(文簡)이다.
흥완부정에 봉작된 뒤 도정으로 진봉되었고, 효명세자묘 수원관, 순조 사후 산릉도감과 빈전 대전관, 오위도총부 도총관 등을 역임했다. 1844년에는 동지사로 청나라에 다녀왔으며 현록대부에 이르렀다. 조카 고종 즉위 후 신정왕후의 특명으로 증 의정부영의정에 추증되었다.

## 생애
은신군의 양자인 남연군 이구와 선공감감역 증 의정부 우의정 민경혁의 딸 군부인 여흥민씨의 둘째 아들로 태어났다. 흥녕군 창응은 그의 형이고, 흥선대원군 하응과 흥인군 최응은 그의 동생들이었다. 아버지 남연군 이구는 인평대군 이요의 7대손으로, 호적상 능원대군의 8대손이 된다. 아버지 남연군 이구가 은신군의 양자로 입양되면서 그는 사도세자의 증손자이자 낙천군의 증손자도 되며, 숙종의 일곱째 서자 연령군의 4대손도 된다.
1829년(순조 29) 1월 1일 흥완부정(興完副正)에 봉작되었다. 이날 그의 친동생 이최응 역시 흥인부정에 봉작됐다. 1830년(순조 30) 5월 6일 동생 이최응과 함께 명선대부(明善大夫)에 승작되었다. 1830년 9월 22일 효명세자가 1830년에 요절하여 성북구 석관동에 동궁효명세자의 묘가 조성되자, 연경묘수묘관( 延慶墓守墓官)에 임명되었다.
1831년 다시 흥완부정에 봉작되고, 1832년 흥완도정으로 승진되었으며 효명세자묘의 수원관을 맡아보았다. 1833년 소의대부를 받고 군으로 진봉되었다. 1834년 11월 순조 사후 산릉도감과 빈전의 대전관(代奠官)으로 참여하여 1835년 상을 받았다. 효명세자가 익종으로 추존되면서 연경묘수묘관에서 해임됐다. 1836년 오위도총부 도총관에 임명되었다가 그해 3월 아버지 남연군이 사망하였다. 3년상을 마친 뒤 다시 오위도총부 도총관에 임명되고, 1844년 10월 동지정사로 청나라의 연경에 다녀왔다.
본처 대구서씨에게서 아들 이재원(李載元)을 얻었지만, 남연군, 은신군, 낙천군, 연령군의 제사를 받들어야 되었기 때문에, 생전 자녀 없이 죽은 형 흥녕군의 양자로 보냈다. 대신 그는 사후 선조의 아홉째 서자 경창군 이주의 후손 이신응의 아들 이재완(李載完)을 사후양자로 들이게 된다. 후처인 순천박씨에게서는 소생이 없다. 자녀가 없었는지, 일찍 죽었는지 여부는 조선왕조실록, 승정원일기, 일성록에 기록이 없어 알 수 없다. 최종 관직은 현록대부에 이르렀다. 1848년 5월 18일 정침에서 사망하였다.

### 사후
1864년(고종 1년) 7월 9일 시호를 문간공(文簡公)에 추증하였고, 1865년(고종 2년) 9월 14일 신정왕후 조대비의 명으로 특별히 증 대광보국숭록대부 의정부영의정 판종정경(議政府領議政 判宗正卿)에 증직되었다.비석은 1909년(융희 3년) 2월 28일 양자 이재완이 비문을 쓰고, 신응조(申應朝)가 글씨를 썼다.
처음 묘소는 충청남도 서산군 보현동(普賢洞) 인좌에 안장되었다. 뒤에 두번째 부인 순천박씨가 경기도 양주군 와공면 월문리 월곡(후일의 남양주시 와부읍 월문리 월곡)에 매장되었다가 1865년 6월 20일~7월 23일 사이 경기도 양주군 와공면 도곡리 산 97-1 안골(현, 남양주시 와부읍 도곡1리 안골) 금대산(金臺山)의 갓무봉 언덕으로 이장할 때, 같이 이장되어 합장되었다. 동시에 충청북도 충주에 안장되었던 본처 대구서씨의 묘소도 이장하여 그의 묘소에 합장하였다. 중종 때의 반정공신 박원종의 묘소가 근처에 있다. 완순군 이재완 역시 그의 묘소 근처에 안장되었다. 또한 완순군의 묘 아래에는 그의 양자 이재완의 아들 이달용의 묘가 있다.

## 가족 관계
그의 손녀사위 김병협은 동생 흥인군 이최응의 세번째 부인 안동김씨의 남동생이었다. 흥인군의 셋째 부인 안동김씨와 흥완군의 손녀사위 김병협은 남매간이면서 처종조모-처종손녀사위간이 된다.
- 양증조부: 사도세자(思悼世子, 1735년 2월 13일 ~ 1762년 7월 12일)
  - 양종조부: 은언군
- 양증조부: 낙천군 이온(洛川君 李縕, 1720년 - 1737년)
- 생증조부: 이진익(李鎭翼)
  - 양조부: 은신군 이진(恩信君 李禛, 1755년 음력 1월 11일 ~ 1771년 음력 3월 29일)
  - 생조부: 이병원(李秉源), 진사, 영의정에 추증
    - 아버지: 남연군(南延君, 1788년 - 1836년)
    - 어머니 : 군부인 여흥민씨(郡夫人 驪興閔氏, ? - 1831년)
      - 형 : 흥녕군 이창응(興寧君 李昌應, 1809년 - 1828년)
      - 동생 : 흥인군 이최응(興寅君 李最應, 1815년 - 1882년)
      - 제수 : 안동김씨, 흥인군의 셋째 부인, 손녀사위 김병협의 누이
      - 동생 : 흥선대원왕(興宣大院王, 1820년 - 1898년)
      - 부인 : 대구서씨(1810년 2월 23일 ~ 1834년 2월 28일), 군수 서탁수(徐鐸修)의 딸, 생전에는 군부인이었고 사후 정경부인에 추증되었다.
        - 아들 : 이재원(李載元, 1831년 - 1891년), 형님 흥녕군(興寧君) 이창응(李昌應)에게 출계.
        - 자부 : 증 정경부인 청송심씨, 판서 심우영의 딸
          - 손녀 : 이씨
          - 손녀사위 : 심상만, 본관은 청송
          - 손녀 : 이씨
          - 손녀사위 : 조준호, 본관은 임천

        - 자부 : 정경부인 김씨(貞敬夫人 金氏), 증 완림군 완림군(完林君) 이재원의 후처
          - 손자 : 이기용(李埼鎔, 1889년 - 1961년), 조카 이재원에게 출계

      - 부인 : 순천박씨(1818년 2월 3일 - 1888년 8월 7일), 박해익(朴海翊)의 딸, 생전에 군부인에서 정경부인의 봉작을 받았다.
        - 양아들: 이재완(李載完, 1855년 - 1922년), 생부는 이신응(李愼應)이다.
          - 양손자: 이달용(李達鎔)
          - 양손자: 이규용(李逵鎔)
          - 양손녀: 이씨
          - 손녀사위 : 김병협(金炳協, 본관은 안동, 음서로 참봉 역임), 아버지는 음도사 김면근(金冕根)

## 기타
그의 후손들이 소장하고 있다가 숙명여자대학교에 기증된 16점의 흥완군 생전에 착용하던 의복과 관복 12점, 장신구와 기타 62점의 부속품들은 1983년 4월 11일 국가민속문화재 제121호 《흥완군 의복》으로 지정되었다.

## 같이 보기
| - 운현궁 - 흥선대원군 - 남연군 - 흥녕군 - 흥인군 | - 흥친왕 - 이재선 - 은신군 - 낙천군 - 연령군 |

1. ↑  승정원일기 2258책 (탈초본 114책) 순조 30년 9월 8일 계해 9번째 기사